# Våran prost
Våran prost är en humoristisk dikt, dock inte utan allvar, skriven av Gustaf Fröding, ur avdelningen "Värmländska låtar" ur samlingen Guitarr och dragharmonika från 1891. Dikten behandlar den ibland slående kontrasten mellan prästen i predikstolen och prästen i vardagsgöromålen. (I engelsk översättning: "Our dean / is round as a bean").